# Калипсо (Marvel Comics)
Калипсо Эзили (англ. Calypso Ezili) — суперзлодейка комиксов издательства Marvel Comics. Изображена как враг супергероя Человека-паука. Она — жрица вуду, использующая магические зелья, а также любовница и партнёрша Крейвена-охотника.
С момента своего появления в комиксах, персонаж был адаптирован в телесериалах, видеоиграх и фильмах. Ариана Дебос исполнила роль Калипсо в фильме «Крейвен-охотник» (2024), который входит в медиафраншизу «Вселенная Человека-паука от Sony» (SSU).

## История публикаций
Калипсо была создана сценаристом Деннисом О’Нилом и художником Аланом Вайссом. Изначально Калипсо появилась в качестве второстепенного персонажа в The Amazing Spider-Man Vol. 1, #209 и Peter Parker, The Spectacular Spider-Man Vol. 1, #65, где была союзницей врага Человека-паука, Крейвена-охотника. После смерти Крейвена-охотника, Калипсо околдовала Ящера и отправила его в битву против Человека-паука, чтобы жестоко отомстить ему за гибель Крейвена-охотника. в Spider-Man Vol. 1, #1-5, а впоследствии появилась в качестве камео в Daredevil Vol. 1, #310-311 и Daredevil Annual Vol. 1, #9. Следующее появление Калипсо состоялось в Web of Spider-Man Vol. 1, #109-110 и Spider-Man Annual 1997. Она была убита в сюжетной линии, охватывающей The Spectacular Spider-Man Vol. 1, #249-253.

## Биография
Калипсо была жрицей вуду гаитянского происхождения. Она была психопатической женщиной, заключившей союз с Сергеем Кравиновым. Калипсо, казалось бы, получала удовольствие от припадков гнева Крейвена-охотника, перешедшие в ненависть к Человеку-пауку, которая, в конечном итоге, довела его до самоубийства в сюжетной линии Kraven’s Last Hunt.
Когда художник Тодд Макфарлейн начал писать новый сюжет для Человека-паука под названием Torment, главным антагонистом он решил сделать Калипсо, ставшую опасной угрозой для Человека-паука. Происхождение сверхъестественных сил Калипсо было объяснено убийством её младшей сестры. Она получает контроль над альтер эгом доктора Курта Коннорса, Ящером, которого отправляет на убийство Человека-паука. Тем не менее, ему удалось остановить Ящера, а Калипсо, по-видимому, была убита.
Её суперспособности вуду помешали ей отправиться в мир иной и она благодаря этому, воскресла из мёртвых. Командуя отрядом дикарей, она напала на Человека-паука и Алексея Сергеевича Кравинова, младшего сына Крейвена-охотника. Желая попытаться снова жестоко отомстить за гибель Сергея, Калипсо использовала свои способности, чтобы направить их друг против друга. Те нейтрализовали её заклятие и заключили временное перемирие. Победив Калипсо, Алексей сказал Пауку, что будет держать её в своём особняке, чтобы получить информацию о своём давно потерянном отце. Но вместо этого он убил Калипсо.

## Силы и способности
Калипсо имела обширные познания в религии и практике вуду. Часто она применяет в бою барабаны вуду, зелья и амулеты. Она обладает суперспособностью контролировать сознание других людей, а также наделена даром воскрешения из мёртвых.

## Альтернативные версии

### What If?
В реальности, где Человек-паук был вынужден убить Ящера, Калипсо манипулирует его обезумевшим сыном Билли, предлагая ему шанс жестоко отомстить Человеку-пауку, сделав «таким же, как папу».

## Вне комиксов

### Телевидение
- В мультсериале «Человек-паук» 1994 года Калипсо была первоначально введена как учёный-исследователь по имени доктор Мария Кроуфорд. Она была ответственна за создание удивительной сыворотки, превратившей Сергея Николаевича Кравинова в Крейвена-охотника, который ласково называл её «Калипсо», в честь греческой нимфы, даровавшей жизнь Одиссею. И сыворотка исцеляла любую рану и защищала от болезней и заразы, но сыворотка превращала человека в дикое животное в человеческой плоти. Мария создаёт в Нью-Йорке антидот этой сыворотки, которая превращает Сергея из дикого варвара, в обычного человека, и помогает Человеку-пауку избавиться от его мутации, объединившись с Сергеем и Карателем. Затем она и её возлюбленный отправляются в Африку, в самый очаг эпидемии чумы. Там Мария путём заражения, подвергается воздействию смертельной болезни чумы, и у Сергея не остаётся другого выхода, кроме как использовать на ней ту самую сыворотку. Принятие препарата выпиванием, через несколько дней, вызывает мутагенное изменение в ДНК Марии, после чего она превращается в дикую, кровожадную, уродливую, и свирепую женщину Калипсо. После борьбы с Крейвеном-охотником, Человеком-пауком и Чёрной кошкой, её было введено противоядие, разработанное Деброй Уитман, и Куртом Коннорсом, после чего, к ней вернулся человеческий облик. После этого Крейвен-охотник и Калипсо отправились в путешествие.
- Калипсо, озвученная Анжелой Брайант, появляется в мультсериале «Новые приключения Человека-паука» наряду с Крейвеном-охотником во второй серии второго сезона. Именно она призывает Крейвена-охотника отправиться в Нью-Йорк, чтобы поохотиться на Человека-паука, и она едет в Нью-Йорк следом за ним.

### Кино
- Калипсо появится в фильме медиафраншизы «Вселенная Человека-паука от Sony» (SSU) «Крейвен-охотник» (2024). Её роль исполнит Ариана Дебос[6].

### Видеоигры
- Калипсо является секретным боссом в конце игры «Spider-Man 2».
- Калипсо помогает Крейвену-охотнику в игре «Spider-Man 3». Она придаёт Ящеру более чудовищную форму и отправляет его против Человека-паука.
- Нуар-версия Калипсо появляется в качестве эксклюзивного антагониста в «Spider-Man: Shattered Dimensions» в версии для Nintendo DS, где её озвучила Дженнифер Хейл. Калипсо использует фрагмент скрижали порядка и хаоса, чтобы создать армию зомби. Также она планирует воскресить из мёртвых своего возлюблённого Крейвена-охотника. Калипсо терпит поражение от нуарного Человека-паука.